# دافي برودي
دافي برودي (بالإنجليزية: Davy Brodie)‏ (9 نوفمبر 1863 في المملكة المتحدة - 1938) هو لاعب كرة قدم بريطاني (وحمل سابقاً جنسية المملكة المتحدة لبريطانيا العظمى وأيرلندا) في مركز نصف الجناح. لعب مع ستوك سيتي وAbercorn F.C. ‏.